# くきのうみ花火の祭典
くきのうみ花火の祭典（くきのうみはなびのさいてん）は、福岡県北九州市で開催される花火大会の一つである。

## 概要
- 1986年から始められ、毎年7月20日付近の金曜日20時より、福岡県北九州市戸畑区・若松区の間の洞海湾上で行われる花火大会である。計4,000発（2008年）の打ち上げ花火・仕掛け花火・水中花火が上がる。
- 毎年戸畑側・若松側合わせて30万人前後の観客が訪れる。

## 見所
- 若戸大橋を使用した長さ400mの「ナイアガラ花火」。なお、ナイアガラ花火の間は若戸大橋は全線通行止めになる。

## 最寄り駅
- JR鹿児島本線 戸畑駅より徒歩5分
- JR筑豊本線 若松駅より徒歩2分